# Judas Priest
A Judas Priest egy Grammy-díjas brit heavy metal zenekar, melyet K. K. Downing gitáros és Ian Hill basszusgitáros alapított a 60-as évek végén. A Judas Priest nevet az együttes korábbi énekese, Al Atkins javasolta, aki a kifejezést Bob Dylan The Ballad of Frankie Lee and Judas Priest című dalából kölcsönözte. K. K. Downing és Ian Hill mellett Glenn Tipton gitáros tekinthető még állandó zenekari tagnak. Downing és Tipton mellett Rob Halford énekes a harmadik fő dalszerző, aki 1973-ban csatlakozott az együtteshez. Halford 20 éven át volt a zenekar állandó énekese, majd 1993-ban zenei nézeteltérésekre hivatkozva elhagyta az együttest, hogy szólókarrierjére koncentrálhasson.
Helyére Tim "Ripper" Owens került, akivel két nagylemezt készített a zenekar. Halford 2003-ban tért vissza a Judas Priest soraiba, de emellett a szólókarrierjét sem adta fel. Pályafutásuk első szakaszában több dobos is megfordult a zenekarban, mígnem 1980-ban Dave Holland csatlakozásával megszilárdult a zenekari felállás. Holland a 80-as évek végéig volt az együttesben, helyére Scott Travis került (ex-Racer X), aki a mai napig a zenekar tagja.
A Judas Priest minden idők egyik legsikeresebb és legnagyobb hatású heavy metal zenekara. A világszerte több mint 45 millió lemezt eladott zenekar a 70-es évek második felében készült lemezeivel nagy szerepet játszott a New Wave of British Heavy Metal létrejöttében, ezért a Judas Priestet szokás a heavy metal "keresztapjaként" is emlegetni.
A zenekar hangzásának alapját Downing és Tipton gitárjátéka mellett Halford hangja határozza meg, aki széles hangterjedelmével képes a középfekvésből a teljesen sima szopránba váltani. Az együttest gyakran illetik a "Metal Gods" (fémistenek) jelzővel, mely az 1980-ban megjelent British Steel album hasonló című számából eredeztethető, de Halfordot is gyakran illetik a "Metalgod" kifejezéssel.
2010-ben a VH1 kiáltotta ki őket minden idők 78. legnagyobb művészének, míg az MTV (a Black Sabbath után) minden idők második legnagyobb metalzenekarának nevezte az együttest.
2010 decemberében bejelentette az együttes, hogy 2011-ben kezdődő világ körüli turnéja lesz az együttes utolsó körútja, ugyanis az "Epitaph" (Sírfelirat) címre keresztelt turné lecsengése után a zenekar feloszlatja magát.

## Pályafutás

### Gyökerek
A zenekar 1968-ban alakult Birminghamben, Angliában. Az alapító tagok voltak: K. K. Downing gitáros, és közeli jó barátja, a basszusgitáros Ian Hill. Az együttes gyökerei azonban a 60-as évek közepéig nyúlnak vissza, mikor John Alan "Al" Atkins énekes több helyi zenekar után létrehozta az Evolution formációt. Az együttes basszusgitárosa Brian "Bruno" Stapenhill volt, akivel Atkins már zenélt együtt korábban. A dobos posztot John "Fezza" Partridge töltötte be, míg a gitáros John Perry lett. Perry azonban hamarosan egy autóbaleset áldozata lett, így a zenekarnak új gitáros után kellett néznie. A meghallgatásokon felbukkant a Jimi Hendrix-rajongó Kenneth Downing gitáros is (aki később felvette a K. K. Downing nevet), de nem bizonyult elég tapasztaltnak ahhoz, hogy az együttes tagja legyen.
A megüresedett gitáros posztot végül Earnest Chataway töltötte be, aki nemcsak gitározott, de szájharmonikázott is, valamint a billentyűs hangszerekkel is elboldogult. A basszusgitáros Stapenhill visszaemlékezései szerint Chataway korábban a Black Sabbath elődjének tekinthető Earth formációban is megfordult.
Az Earth hamarosan felvette a Black Sabbath nevet, aminek vészjósló, sötét kisugárzása annyira megtetszett az együttesnek, hogy ők is új név után kezdtek kutatni. A Judas Priest kifejezést Brian "Bruno" Stapenhill ajánlotta Al Atkins énekesnek, aki megfelelőnek tartotta a nevet. A kifejezést egyébként Bob Dylan The Ballad of Frankie Lee and Judas Priest dala hallatán vetette fel a basszusgitáros. A formáció ekkor kezdett el saját dalokat írni, majd Alan Eade menedzser közreműködésével felvettek két saját dalt is. A Good Time Woman és a We'll Stay Together című szerzeményeket több lemezkiadónak is elküldték, mígnem felfigyelt rájuk a Harvest és az Immediate Record. Ezt követően egy három lemezre szóló szerződést írtak alá, valamint nekiláttak a debütáló album munkálatainak. A lemez azonban kiadói gondok miatt nem jelent meg, így az együttes tovább turnézott. Al Atkins belefásult az egy helyben toporgásba, ezért 1970-ben elhagyta a zenekart. Ekkoriban vált slágerré a Black Sabbath "Paranoid" c. dala, mely hatására Atkins elhatározta, hogy elszakad a korábbi blues-rock vonaltól, és egy keményebb hangzású zenekarban fog énekelni.

### Megalakulás, korai felállások (1968–1972)
K. K. Downing és Ian Hill már kisgyerekként is ismerték egymást, hiszen mindketten a West Bromwichban jártak óvodába és iskolába. Barátságuk még inkább megerősödött, mikor együtt kezdtek el olyan zenékért rajongani, mint a The Who, a Cream, a The Yardbirds vagy Jimi Hendrix. Hamarosan hangszert ragadtak, Downing gitáron, míg Hill basszusgitáron kezdett el játszani. 1968-ban hozták létre zenekarukat, mely trió felállásban jött létre. Downing és Hill mellett John Ellis dobos volt még zenekari tag, énekesük azonban nem volt. Progresszívrock-hatásokat is tartalmazó hard rockot játszottak, de egyre nagyobb szükségük lett volna egy énekesre is. Al Atkins egy éjszaka a Holy Joe's névre keresztelt, a helyi zenekarok számára fenntartott próbaterem előtt sétálva felfigyelt az épületből kiszűrődő zenére. Atkins kapcsolatba lépett az együttessel, melynek K. K. Downing, Ian Hill és John Ellis voltak a tagjai. Downing visszaemlékezése szerint Atkinst nemcsak azért vették be a zenekarba, mert nem volt énekesük, hanem, mert dobolni és gitározni is tudott, de a dalszerzés terén is sok tapasztalattal rendelkezett. Eleinte a Freight nevet viselte a formáció, de Atkins felajánlotta a Judas Priest nevet, melyre a többiek is rábólintottak.

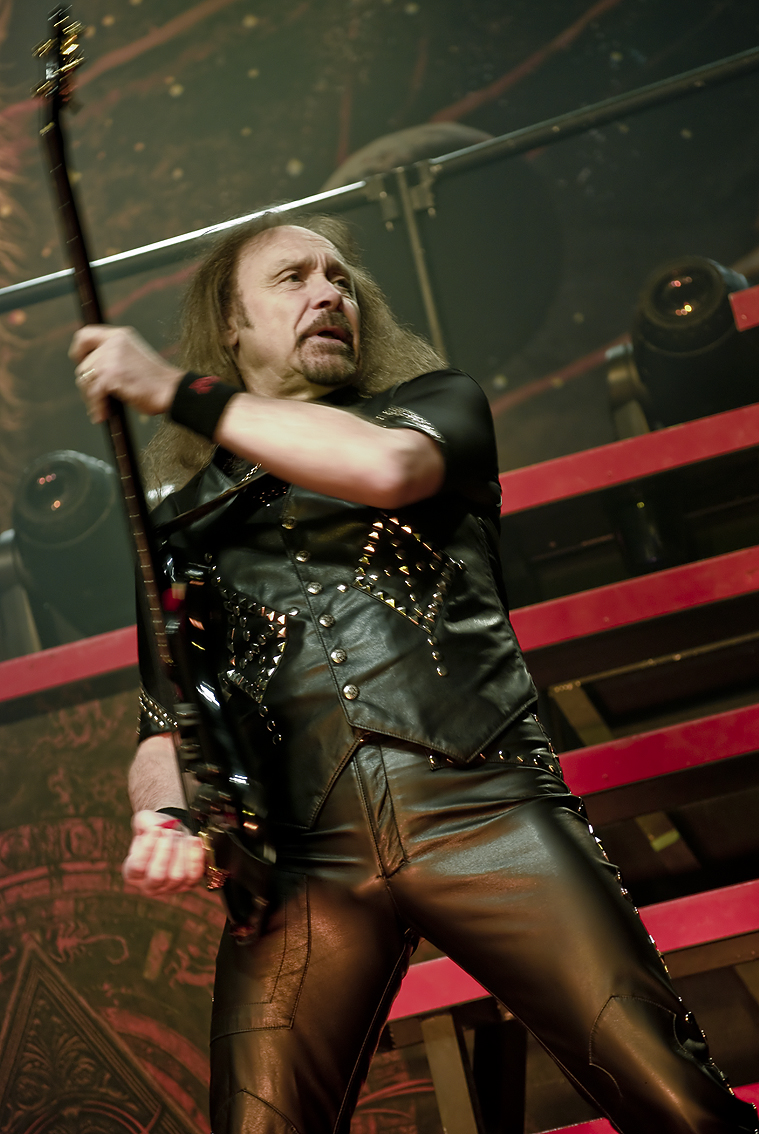
Az együttest K. K. Downing és Ian Hill (a képen) hozta létre a 60-as évek végén.

Miután kialakult a Judas Priest első felállása, az együttes nekiállt a környékbeli klubokban fellépni. Első koncertjüket Essingtonban adták 1971-ben. Az együttest David Corke menedzser vette szárnyai alá, aki saját dalok írására biztatta az együttest. 1971 júliusában stúdióba vonultak, hogy rögzítsék a Holy Is The Man és a Mind Conception c. dalokat. A költségeket egy kis cég, a Zella Records állta. A demó azonban nem keltett különösebb feltűnést, a zenekar pedig az anyag megjelenése után sem tudott több koncertet lekötni. A hatékonyabb működés érdekében a tagok felmondtak munkahelyeiken, kivéve John Ellis dobost, aki inkább a biztos megélhetés mellett döntött. Így Ellis miatt csak hétvégéken koncertezhettek, ami nézeteltéréseket okozott. Ellis hamarosan távozni kényszerült, helyére a "Skip" becenévre hallgató Alan Moore került, aki korábban Nick Evans mellett játszott.
Az együttes továbbra is aktívan koncertezett, egy éjszakáért cserébe azonban mindössze 10 fontot kaptak (ez 1971 végére már 25 fontra ugrott). Moore azonban csak kisegítő jelleggel csatlakozott az együtteshez, hamarosan átment a Sundance formációba. Helyére a "Congo" becenevű, színesbőrű Chris Campbell került, akivel először 1971 decemberében léptek fel.
1972-ben, a Black Sabbathnak is dolgozó Jim Simpson menedzser és koncertszervező leszerződtette őket az I.M.A. (Iommi Management Agency) vállalathoz, így olyan együttesek előtt léphettek fel, mint a sikereik elején járó Status Quo, Thin Lizzy vagy a Trapeze. Az I.M.A. vállalatnak olyan zenekarai voltak, mint a Bullion, mely mögött az a Brian "Bruno" Stapenhill állt, aki korábban már dolgozott Al Atkins énekessel. Szintén itt dolgozott a Flying Hat Band is, melynek az a Glenn Tipton volt a gitárosa, aki később a Judas Priest tagja lett.
A Judas Priest menedzsere továbbra is David Corke volt, míg Jim Simpson a koncertek lekötésében volt nagy segítségükre. Segítségével a zenekar olyan neves klubokban léphetett fel, mint a liverpooli Cavern, vagy a londoni Marquee. Közben saját dalok is íródtak, többek között ekkor született meg a Winter, a Never Satisfied valamint a Caviar And Meths is. Ezen dalok mind felkerültek az együttes 1974-ben megjelent Rocka Rolla című debütálóalbumára is.

### Újabb tagcserék (1973–1974)
1973 januárjában Tony Iommi Tramp Entertainments cégénél írtak alá szerződést, menedzserük továbbra is Dave Corke volt. Atkins két új dallal állt elő, a Whiskey Woman és a Heavy Thoughts címűekkel. Született egy Victim of Changes című dala is, de ez csak jóval később, az 1991-ben megjelent debütálóalbumán jelent meg. 1973-ban nekiláttak egy újabb demót rögzíteni, ami azonban nem jelent meg (később Atkins saját neve alatt látott napvilágot). 1973-ban megkezdődött a Heavy Thoughts Tour koncertsorozat, ám a pénztelenség, valamint a megélhetési problémák egyre inkább feszültséget eredményeztek a tagok között. Al Atkins 1973-ban kilépett, őt nem sokkal később Chris Campbell is követte. Tovább súlyosbította a helyzetet, mikor az együttes technikusa Keith Evans is bejelentette távozását, hogy Angus Young gitártechnikusa legyen, így Downing és Hill ismét kettesben maradt. Hill ekkori barátnője Sue Halford volt, aki beajánlotta testvérét Rob Halfordot.
Halford korábban a Thark együttesben játszott, de megfordult az Abraxis, a Lord Lucifer és a Hiroshima formációkban is, s egy ideig színházi villanyszerelőként is dolgozott.
Halford hamarosan a Judas Priest énekese lett. A dobos John Hinch lett, aki korábban Halford mellett játszott a Hiroshima formációban. Az új felállás neki állt dalokat írni, többek között ekkor született meg a Run of the Mill is. 1973-ban stúdióba vonultak, hogy újabb demófelvételt készítsenek. A demó felkeltette David Howells a Gull Records elnökének az érdeklődését is, mely következtében az együttes szerződést kötött a kiadóval (1974. április 16.).
1974-ben továbbra is brit klubokban játszottak, majd február 11-én a Gull Records meghívásának eleget téve a londoni Marquee klubban léptek fel, ahol a Budgie volt a másik fellépő. A koncert nagy sikert aratott, annak ellenére, hogy a kiadó embereinek valószínűleg nem tetszett a Judas Priest zenéje.
1974 márciusában Hollandiában és Németországban adtak koncerteket, majd hazatértek egy kéthetes koncertsorozat erejéig. Ezt követően Norvégiában és Dániában mutatkoztak be. Kenneth Downing Jr., az együttes gitárosa ekkor vette fel a K. K. Downing nevet, miután egy rajongójuk nem tudta kimondani a valódi nevét, ezért csak "KK" Downingnak hívta.
A kiadó emberei javaslatokat tettek a zenekarnak a zenei irányvonalat illetően, így még egy kürtjátékos bevonása is szóba került. Ian Hill azonban még egy gitáros bevételét javasolta. K. K. Downing több ok miatt is támogatta Hill ötletét. Először is nagy rajongója volt a Wishbone Ash zenekarnak, akik szintén két gitárossal játszottak, valamint a koncertek alatt, mikor szólót kellett játszania gyakran "ürességet" érzett a hangzásban.
A Judas Priest mellett nagyjából egy időben, egy másik zenekar is leszerződött a Gull kiadóhoz. A The Flying Hat Band gitárosa az a Glenn Tipton volt, aki hamarosan a Judas Priest tagja lett. Elmondása szerint a The Flying Hat Band igen lehangoló, súlyos zenét játszott a korai Black Sabbath nyomvonalán. 1974-ben a Deep Purple előzenekaraként bejárták Európát. Az ekkor trió felállású zenekart Glenn Tipton (ének/gitár) mellett Carl Palmer testvére Steve Palmer, valamint Mars Cowley alkotta, aki Pat Travers mellett bukkant még fel.
Tipton elfogadta a Judas Priest felkérését, azonban csak "átmeneti megoldásként" tekintett a zenekarra. A próbák során azonban Downing és Tipton egyre jobban ráérzett egymás stílusára, Tipton bluesos játékával sikeresen egészítette ki Downing nyersebb megközelítését. Az immáron öt tagot számláló Judas Priest ezt követően további koncerteket adott, mielőtt nekiállt volna az első lemez felvételének.

### Rocka Rolla(1974–1975)
Az új dalok munkálataiban Tipton is kivette a részét, aki Downing és Halford mellett teljes értékű dalszerzővé lépett elő, habár a debütáló album dalainak nagy részét Downing írta. További érdekesség, hogy ekkoriban még Ian Hill is kivette a részét a dalszerzésből (Winter és Caviar and Meths dalok). 1974 augusztusában egy Rocka Rolla című kislemez jelent meg, majd a zenekar 1974 júniusában stúdióba vonult, hogy rögzítse első albumát. Mivel a dalokat "élőben", vagyis úgy rögzítették, mintha koncerten játszanának a felvételek már júliusban befejeződtek. Az anyag producere az a Rodger Bain volt, aki a Black Sabbath első három albumán is dolgozott korábban, de a Budgie debütálóalbumán is ő felelt a hangzásért. A zenekar a felvételek alatt olyannyira rosszul állt anyagilag, hogy kizárólag csak este stúdióztak, mert akkor kevésbé volt drága a stúdióidő. A lemezre számos olyan dal került fel, melyeket már a 70-es évek eleje óta játszottak a koncerteken, ezek a dalok azonban jelentős átalakításokon estek át a stúdióban.

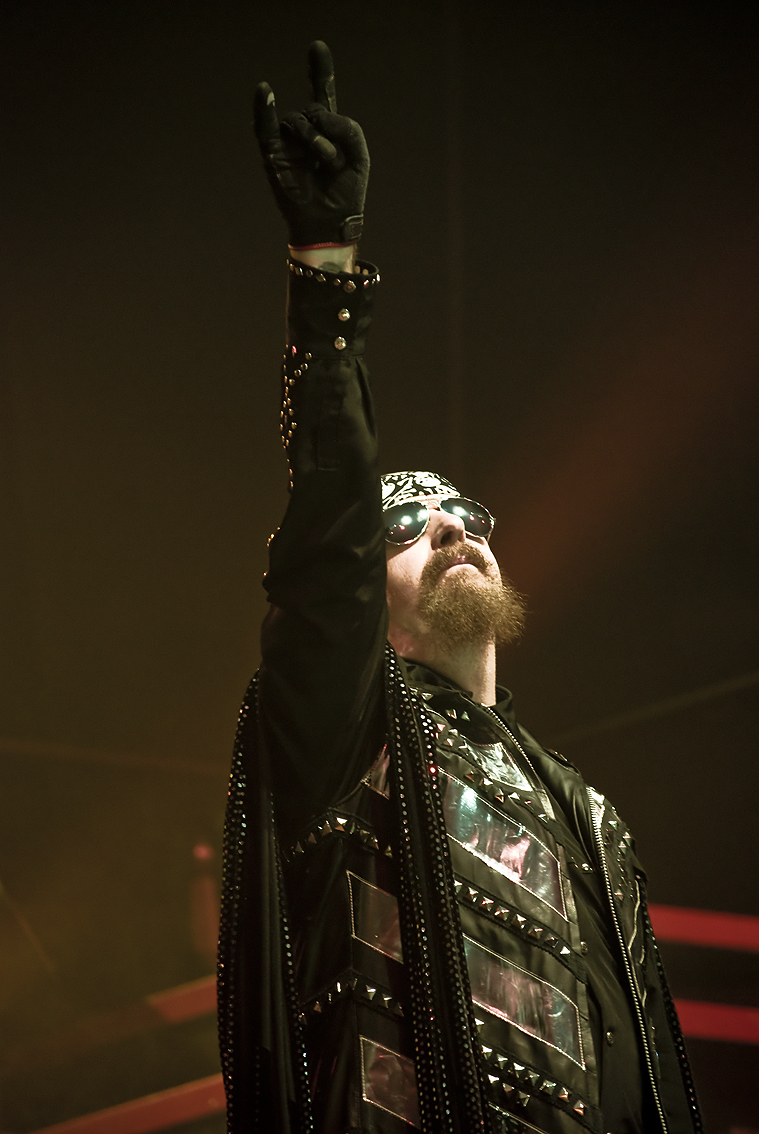
Rob Halford 1974-ben lett az együttes tagja. A fotó 2009-ben készült.

Bain nagymértékben beleszólt a dalokba is, számos olyan döntést hozva ezzel, melyekkel a zenekar nem értett egyet. Ezért az olyan dalok, mint a Tyrant, a Genocide, vagy a Victim of Changes csak a következő albumra kerülhettek fel. A Winter, a Deep Freeze és a Winter Retreat dalok eredetileg egyetlen számot alkottak, de Bain három különböző dalra osztotta fel az eredeti szerzeményt. Mivel Bain ekkoriban az első számú heavy metal producernek számított, a zenekar tagjai nem mertek ellenkezni a szavának.
Így történhetett meg az is, hogy az eredetileg 14 perces Caviar and Meths dalnak, csak a bevezetője került fel a lemezre (a dal egy hosszabb 7 perces változata Al Atkins 1998-as szólólemezén jelent meg). A Rocka Rolla album végül 1974. szeptember 6-án jelent meg, de a tagok nem voltak elégedettek sem a zeneanyaggal sem a korong hangzásával. Az együttes máig úgy tekint erre a lemezre, mint pályafutásuk leggyengébb alkotására.
A lemez borítóján egy kupak volt látható, melyen a Rocka Rolla felirat kísértetiesen hasonlít a Coca-Cola emblémára. Egyes pletykák szerint a cég kilátásba helyezte a pert, mert nem szerették volna azt a "negatív" képet festeni, hogy egy hard rock zenekar kapcsolódjon a termékükhöz. Nagy valószínűséggel megtörtént az incidens, mert az album 1984-es amerikai újrakiadása már más borítóval jelent meg David Howells jóvoltából.
A korong nem keltett különösebb feltűnést, de arra mindenképpen jó volt, hogy elindítsa a zenekart a siker lépcsőjén. Zeneileg egy, a kornak tökéletesen megfelelő, blueshatásokban bővelkedő hard rock lemez készült, melyen még nem forrt ki a zenekar markáns hangzásvilága. 1975-ben felléptek a BBC The Old Grey Whistle Test műsorában, ahol a Rocka Rolla és a következő albumon megjelenő Dreamer Deceiver dalokat adták elő. 1975-ben John Hinch dobost távozásra szólították fel, mely döntés hátterében Tipton szerint az állt, hogy Hinch zeneileg nem illett közéjük. Helyére az az Alan Moore került, aki már korábban is megfordult az együttes soraiban.

### Sad Wings of Destiny,Sin After Sin(1975–1977)
1975-ben felléptek a Reading fesztiválon, ezáltal egy szélesebb közönség előtt mutatkozhattak be. A debütáló album gyenge hangzásából kiindulva elhatározták, hogy a következő album produceri munkálatait Jeffery Calvert és Max West bevonásával maguk fogják ellátni. 1975 novemberében bevonultak a walesi Rockfield Studiosba, hogy rögzítsék második nagylemezüket. A felvételek 1975 decemberében be is fejeződtek, a Sad Wings of Destiny címet kapott anyag, pedig 1976. március 23-án jelent meg, ismét a Gull Records kiadásában. Az anyag ugyan jó kritikákban részesült, de a zenekar még mindig anyagi gondokkal küszködött. A Sad Wings of Destiny meglepő módon megsokszorozta a debütáló album színvonalát, mely máig a Judas Priest-életmű egyik klasszikus darabja. Az albumon háttérbe szorultak a korábbi blueshatások, helyüket egy olyan dinamikus megszólalás váltotta fel, melyre felfigyeltek a kritikusok is. Halford teátrális énekstílusa és a Downing–Tipton-duó játéka már előrevetítette a következő albumok irányvonalát. Az egyik legelső heavy metal albumként is definiálható Sad Wings of Destiny hard rock/heavy metal dalait monumentális és operás zenei részekkel tették még színesebbé.
A ma már heavy metal klasszikusnak számító album több olyan dalt is tartalmazott, melyek máig az együttes koncertprogramjának szerves részét képezik (The Ripper, Victim of Changes). A Victim of Changes dalban két korábbi szerzeményt házasítottak, Al Atkins Whiskey Woman és Halford korábbi zenekarának, a Hiroshimának a Red Light Lady című dalát. A lemez borítóját Patrick Woodroffe festette. A festményen egy angyal látható, nyakában egy vasvilla alakú szimbólummal, a "Judas Priest kereszttel".
A megjelenést követő koncertek hatására egyre többen ismerték meg a zenekart, főleg Európában és Japánban kezdett el jól csengeni a Judas Priest név, míg az Amerikai Egyesült Államok tudomást sem vett róluk.
1977-ben Simon Phillips sessiondobost kérték fel az új stúdióalbum munkálataira, aki a felvételek idején mindössze 19 éves volt. 1977 januárjában bevonultak az angliai Ramport Studiosba, hogy rögzítsék harmadik albumukat. Nem sokkal a felvételek előtt, szerződést írtak alá a CBS Records és a Columbia Records kiadókkal. A Columbia az USA területén, míg a CBS hazai terepen vállalta a lemezkiadást. A komolyabb háttér megtette a hatását: a lemez produceri teendőit az együttes mellett Roger Glover látta el. A Sin After Sin címre keresztelt album 1977. április 23-án jelent meg. Az albumra felkerült egy Joan Baez-feldolgozás is, a Diamond and Rust. Az anyag emellett olyan klasszikussá vált dalokat tartalmazott, mint a Starbreaker vagy a Sinner. A korong soha korábban nem tapasztalt fémes keménységgel prezentálta az együttes energiáját.
Az albumon még mindig erősen jelen voltak az együttes hard rock hatásai, de a hangsúly már inkább a keményebb hangzású heavy metalon volt.
Az album ismét jó kritikákban részesült, a hatékony háttér következtében pedig minden korábbinál kedvezőbb koncertajánlatokat kapott az együttes. 1977-ben először turnéztak az Amerikai Egyesült Államokban a REO Speedwagon előzenekaraként, de tekintélyes tömegeknek játszhattak a KISS és a Led Zeppelin előzenekaraként is. Ennek ellenére az USA-ban továbbra sem keltettek nagyobb feltűnést. 1977-es angliai turnéjukon a Magnum volt az előzenekar.
A lemezmegjelenést követő koncerteken már Les Binks dobolt. Binks technikai tudása elkápráztatta a zenekart, akik megkérték a dobost, hogy maradjon velük a következő albumokra is.
Binks korát megelőző, a kétlábdob fontosságát felismerő technikával játszott, ezzel nagymértékben utat mutatott a későbbi heavy metal és thrash metal dobosoknak is. Játéka az újdonság erejével hatott, ekkoriban rajta kívül csak Phil "Philthy Animal" Taylor (Motörhead) fektetett nagy hangsúlyt a kétlábdobos technikára.

### Stained Class,Killing Machine(1978–1979)
1977 novemberében ismét stúdióba vonultak, hogy rögzítsék negyedik nagylemezüket. A felvételek novembertől decemberig tartottak, Dennis Mackay és a zenekar producerkedésével. Az albumot elődjéhez hasonlóan Amerikában a Columbia Records, míg Angliában a CBS Records adta ki. Az 1978. február 10-én Stained Class címmel megjelenő album minden korábbi lemezüknél jobb hangzást kapott. Egyesek a Stained Class megjelenésére datálják az együttes kialakulását. Az anyag remek kritikákban részesült, mely egy erőtől duzzadó heavy metal zenekart mutatott. A ma már legendásnak számító korongot 2004-ben az angol Metal Hammer magazin minden idők egyik legklasszikusabb heavy metal albumának kiáltotta ki. A lemeznyitó Exciter dalt szokás az első speed metal szerzeményként is emlegetni. Az albumon nemcsak a Halford–Downing–Tipton-trió vette ki a dalszerzésből a részét, hanem az Invader erejéig Ian Hill is, míg a Beyond the Realms of Death riffjét a dobos, Les Binks hozta. Az album minden korábbi sikerüket felülmúlta, így ez volt az első Judas Priest-kiadvány, mely felkerült a Billboard listára (a 173. helyig jutott).
Ez volt az első olyan Judas Priest-album, melyen már a jól ismert, ferdén írt legendás zenekari logó volt olvasható, szemben a korábbi gótikus írásban fogant logóval. A zenekar ismét koncertezésbe kezdett, Európában és japánban ekkortájt már nagyobb csarnokokat, színháztermeket is megtöltöttek, míg az USA-ban továbbra is mellőzték a zenekart. Egyes kritikusok negatív szavakkal illették az együttest, idejétmúltnak titulálva őket. A zenekar nem törődött sokat a negatív kritikákkal inkább stúdióba vonultak, hogy rögzítsék ötödik nagylemezüket. 1978 augusztusában vonultak be a londoni Utopia stúdióba, James Guthrie társproducerrel. A felvételek szeptemberig tartottak, majd az album Killing Machine címmel, 1978. október 9-én látott napvilágot a Columbia Records gondozásában. Elődjéhez hasonlóan ismét egy erős album született, melyen olyan legendás dalok szerepeltek, mint a Hell Bent for Leather, a Running Wild, a Delivering the Goods, vagy a zenekar első slágerlistás kislemeze, a Take On The World.
Az albumra felkerült egy Fleetwood Mac-feldolgozás is a The Green Manalishi. Az albumon található Evening Star és a Take On The World dalokkal szerepeltek a BBC Top of the Pops műsorában is.
A lemez Amerikában Hell Bent For Leather címmel jelent meg, mert az amerikaiak túl agresszívnak tartották a Killing Machine címet. Az album megjelenése után az együttes újra turnéra indult. A Killing Machine turnén léptek fel először kiszegecselt bőrfelszerelésben, mely megjelenés hűen támasztotta alá az agresszív zenét. Bőrruhás, kiszegecselt megjelenésük az újdonság erejével hatott, előttük egyetlen rockzenekar sem lépett hasonló imázzsal színpadra. A zenekar népszerűsége jelentősen megnőtt az évek múlásával, amiben nagy szerepet játszott a New Wave of British Heavy Metal hullám megerősödése is, melynek legfőbb inspirációs forrása éppen a Judas Priest volt.

### Unleashed in the East,British Steel(1979–1980)
A Killing Machine turnéjának tokiói állomását rögzítették egy koncertlemez kiadásának céljából. 1979. február 10-én és 15-én készültek a felvételek Tom Allom produceri munkájával. Az album Unleashed in the East címmel 1979 októberében jelent meg a Columbia Records gondozásában. Az anyag olyannyira sikeresnek bizonyult, hogy a Billboard listán a 70. helyig kúszott fel. Ugyanakkor több kritika is érte a koncertlemezt, miszerint a dalokat stúdióban játszották fel. A lemezen hallható dalok hallhatóan élőjáték eredményei, de a lemez valóban rengeteg stúdiós utómunkán esett át. Halford utóbb elárulta, hogy az eredeti felvétel éneksávjai tönkrementek, így főleg a vokálok terén kellett változtatásokat eszközölni. Ennek ellenére az Unleashed in the East minden idők egyik legklasszikusabb koncertlemezének számít. Ez volt az első olyan Judas Priest-kiadvány, mely platinalemezzé vált.

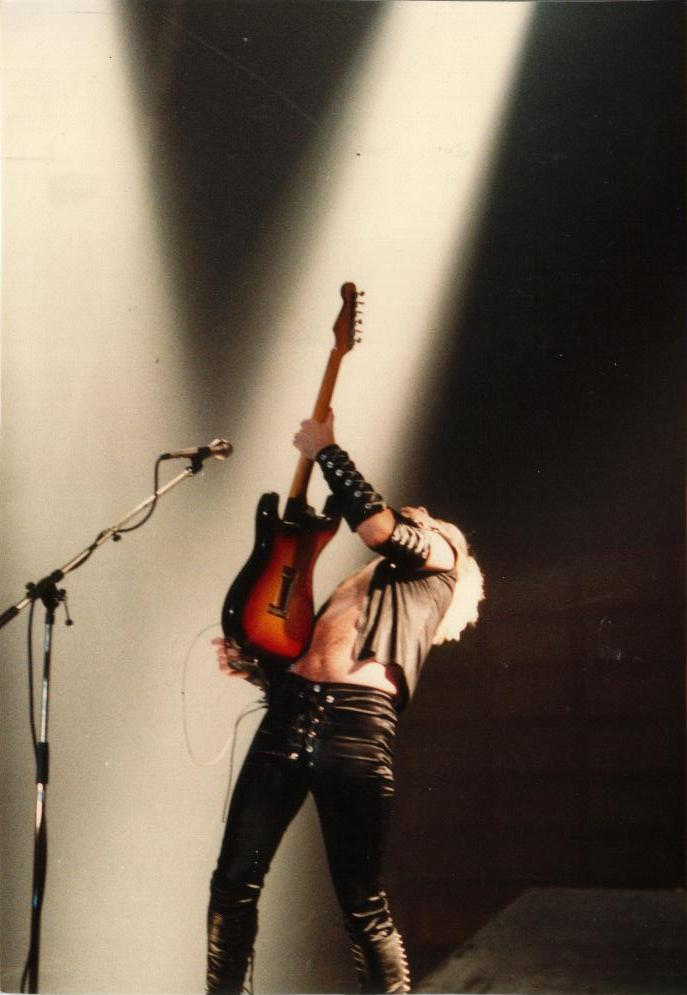
K. K. Downing 1980-ban.

A turné végeztével Les Binks távozni kényszerült, mert a zenekar készülő albumának stílusához nem passzolt a játéka.
Helyére Dave Holland került, aki korábban a Glenn Hughes fémjelezte Trapeze zenekarban játszott.
A következő album felvételei 1980 januárjában az angliai Berkshire-ben, a Ringo Starr által bérelt Tittenhurst Parkban kezdődtek, és mindössze 28 napig tartottak. A producer ismét Tom Allom volt, akivel az Unleashed in the East koncertlemezen dolgoztak először. Eredetileg már a Sin After Sin lemezen is vele dolgozott a zenekar, de akkoriban túl nagyképűnek tartották a producert. Az Unleashed in the Easten végzett munkájával azonban olyannyira elégedettek voltak, hogy egészen 1990-ig nem kerestek más producert.
Az album megjelenését egy Living After Midnight című kislemez előzte meg, a teljes album British Steel címmel 1980. április 14-én jelent meg a CBS Records és a Columbia Records kiadásában. A British Steel az addigi legsikeresebb lemezük lett, mely hamar aranylemezzé vált, ma pedig már platinalemez, azaz több mint 1 millió darabot értékesítettek belőle.
Zeneileg egy ízig-vérig heavy metal album született, melyen már nyoma sem volt a korábbi blues-, hard rock hatásoknak. A dalok egyszerűbb felépítésűek lettek, de Halford is szimplábbra vette az énektémákat. A korong sikerét bizonyítja, hogy az angol listán a 4. helyezett lett, Amerikában azonban csak a 34. helyig jutott. Ezen az albumon található a Metal Gods dal, aminek nyomán a zenekar is megkapta a "Metal Gods" ("fémistenek") jelzőt. A dalban hallható extra zajokat és suhogásokat ajtók csapkodásával és egy biliárddákó lengetésével idézte elő a zenekar, míg a Breaking The Law felvételei alatt tejesüvegeket csapkodtak a földhöz, a rendőrségi sziréna hangját pedig gitárral imitálták.
Utóbbi dalra elkészítették első videóklipjüket is, amely az egyik legelső heavy metal videónak tekinthető. A klipet a korábban a Sex Pistols mellett feltűnt Julian Temple rendezte, melyben a zenekar gitárokkal rabol ki egy bankot, pénz helyett azonban aranylemezeket zsákmányolnak. A Breaking The Law volt az egyik legelső koncepciózus, sztorizós videó a zeneiparban. A dal a Living After Midnigttal együtt felkerült a slágerlistákra is. Utóbbival és a United című szerzeménnyel szerepeltek a BBC Top of the Pops műsorában is. A szakma és a zenekar tagjai szerint is heavy metal mérföldkőnek számító British Steel Amerikában is sikeresnek bizonyult, a zenekarról pedig már olyan tinimagazinok is cikkeztek, mint a Bravo vagy a Popcorn. A megjelenést követően olyan zenekarokkal turnéztak, mint a Scorpions, a Def Leppard, a KISS vagy az AC/DC. Angliában az Iron Maiden volt az előzenekaruk, akikkel többször is konfliktusba kerültek. Downing és Tipton visszaemlékezése szerint az Iron Maiden színpadi megjelenésében erősen hajazott a Judas Priestre, de az együttes nyilatkozatai, miszerint lemossák majd a főzenekart a színpadról, sem segítették elmélyíteni a két csapat közötti viszonyt(Később azonban tisztázták nézeteltéréseiket).
Felléptek az 1980-as doningtoni Monsters of Rock fesztiválon is, majd 1980 októberében ismét stúdióba vonultak, hogy megkezdjék a Point of Entry album felvételeit.

### Point of Entry,Screaming for Vengeance(1980–1983)

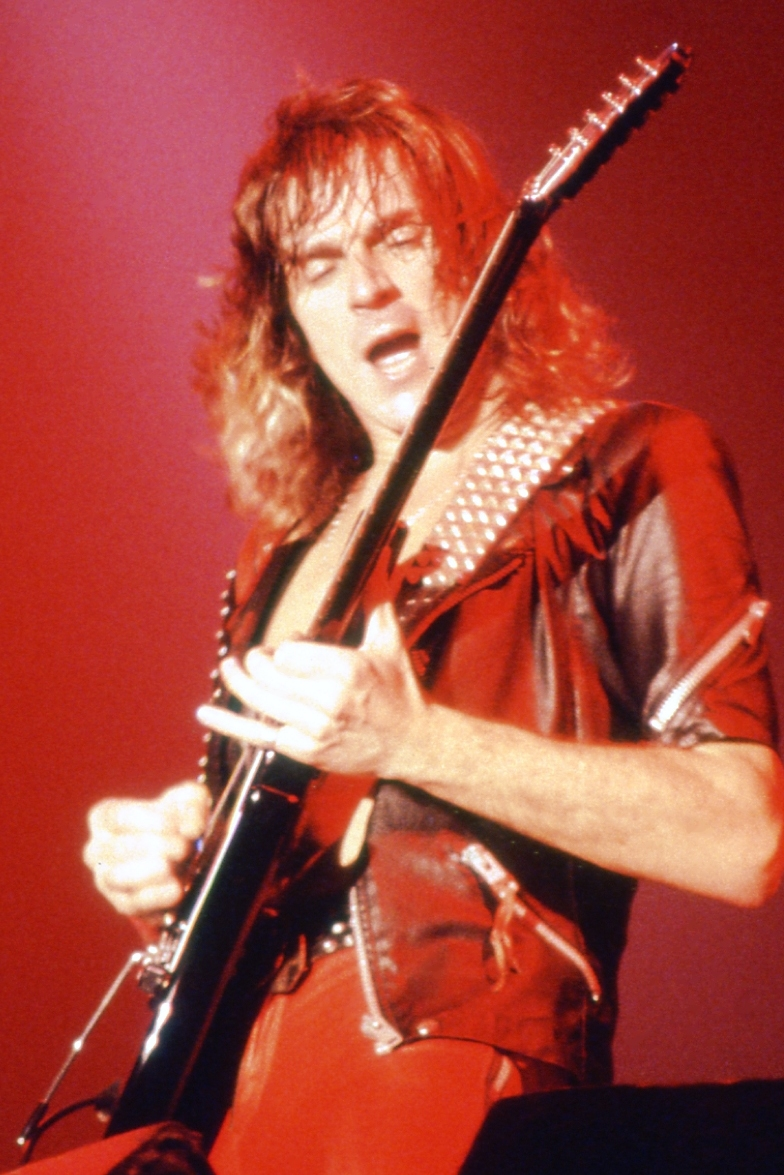
Glenn Tipton 1984-ben.

A Point of Entry album felvételei 1980 októberétől novemberig tartottak, a helyszín ezennel Ibiza volt. Az 1981. február 26-án a Columbia Records által megjelenő album a Breaking The Law és a Living After Midnight listás sikerein felbuzdulva egy slágeresebb, rádióbarátabb irányba mutatott. Habár a British Steel sikereit nem tudta felülmúlni, azért a Point of Entry is tartalmazott néhány klasszikussá váló dalt. A Heading Out to the Highway, a Don't Go és a Hot Rockin kislemezek lettek a legismertebb dalok a lemezről, melyekre videókat is forgattak. Ugyan az album kapott néhány negatív kritikát is, az újabb angol és amerikai koncertek rendre sikert arattak.
1982-ben újra stúdióba vonultak, mégpedig ismét az Ibizai Ibiza Sound Studiosba, de egyes felvételekre Floridában került sor. A Screaming for Vengeance címre keresztelt albumot, ismét a Columbia Records adta ki, mely 1982. július 17-én került a lemezboltok polcaira. Az anyagra egy Bob Halligan, Jr.-szerzemény a Take These Chains is felkerült, emellett olyan klasszikusokat tartalmazott, mint a Screaming for Vengeance, az Electric Eye, a Riding on the Wind vagy a You've Got Another Thing Comin. Utóbbit előszeretettel játszották az amerikai rádiók is, ami által a Screaming for Vengeance minden korábbi lemezeladást felülmúlt. Az anyag az USA-ban is hamar beplatinázódott, a zenekar pedig már a tengerentúlon is arénákban lépett fel. A Screaming for Vengeance Angliában 11. míg az USA-ban a 17. helyig kapaszkodott fel, mely a Judas Priest egyik legtöbbször emlegetett albuma. Az anyagot az IGN besorolta a "25 legbefolyásosabb metalalbum" közé, de a Metal-Rules.com oldal "100 legnagyobb metalalbum" listáján is előkelő helyen foglalt helyet.
Videót a You've Got Another Thing Comin dalra forgattak, majd az együttes ismét nekiállt turnézni. Amerikában főzenekarként töltötték meg az olyan nagyobb helyeket is, mint a kaliforniai Long Beach Aréna. Előzenekarként az Iron Maiden a Uriah Heep és a Krokus kelt velük útra, majd európai koncertek következtek. 1983 decemberében felléptek Németországban a Westfalenhalléban megtartott dortmundi metalfesztiválon, olyan zenekarok társaságában, mint a Scorpions, az Iron Maiden vagy Ozzy Osbourne. Szintén 1983-ban szerepeltek az amerikai US fesztiválon is, olyan sztárzenekarok társaságában, mint a Van Halen, Ozzy Osbourne, a Mötley Crüe vagy a Quiet Riot.

### Defenders of the Faith,Turbo,Priest…Live!(1984–1987)
1983 szeptemberében és novemberében az Ibizai Sound Studiosba vonultak, hogy felvegyék kilencedik nagylemezüket. Egyes felvételekre ismét Floridában került sor. Az 1984. január 4-én a Columbia Records által kiadott Defenders of the Faith tartotta elődje magas színvonalát, ezért sok kritikus a Screaming for Vengeance második részének nevezte az albumot. A lemezen található Freewheel Burning és Love Bites dalokra videót is forgattak, de az album olyan koncert és közönségkedvenc dalokat is tartalmazott, mint az Eat Me Alive, a Jawbreaker vagy a Bob Halligan Jr.-szerzemény a Some Heads Are Gonna Roll.
A Freewheel Burning, a Love Bites és a Some Heads Are Gonna Roll kislemezen is megjelent. Az Eat Me Alive felkerült az erőszakos vagy szexuális tartalmú dalok ellen fellépő Parents Music Resource Center listájára is. A PMRC társalapítója, Tipper Gore szexuális utalásokat vélt felfedezni a dalban. Az incidenst követően a zenekar, következő Turbo albumán már szerepelt a "szülői felügyelettel" matrica is.
A korong borítóját Doug Johnson készítette, mely egy lánctalpas, szarvakkal és ágyúkkal felszerelt tigrist ábrázol. A lemezmegjelenést ismét sikeres arénaturné követte, azonban a Parents Music Resource Center ismét támadást indított a zenekar ellen. 1985-ben két büntetett előéletű fiatal öngyilkosságot kísérelt meg, miközben a Stained Class albumot hallgatták. Egyikük, alaposan megcsonkítva, túlélte a fejének irányított lövést, majd pár évvel később ő is elhunyt, miután egy túlméretezett adagnyi nyugtatót juttatott szervezetébe. A szülők hamar perbe fogták a Judas Priestet, a lemezen szerintük igenis jelenlévő, "tudatküszöb alatt érzékelhető" (szubliminális), rejtett üzenetekre hivatkozva, melyeket a fent említett dal – mint később kiderült – hangosabb sóhajaiban véltek felfedezni. Az incidens miatt öt évvel később 1990-ben a zenekar tagjainak meg kellett jelenniük a nevadai bíróságon, de ekkor már alaposan felfújta az ügyet az USA médiája (Európában inkább csak a metalsajtó foglalkozott vele). Az ilyenkor ildomos rágalom- és feltevéshadjáratokkal felpörgetett ügy természetesen a vád elejtésével végződött, mert bizonyítékot hiába kerestek. Az ügyet a zenekar az 1991-ben megjelent Dream Deceivers: The Story Behind James Vance Vs. Judas Priest című dokumentumfilm megjelenése által lezártnak tekintette.
1985-ben felléptek a Live Aid rendezvényen is, olyan sztárok társaságában, mint a speciális felállásban színpadra lépő Led Zeppelin, vagy az eredeti felállással kiálló Black Sabbath.
Három dalt adtak elő, mégpedig a Living After Midnight, a The Green Manalishi és a You've Got Another Thing Comin címűeket.
1985 júniusában bevonultak a Compass Point Studios (Bahama-szigetek), valamint a Record Plant (Los Angeles) stúdiókba, hogy rögzítsék tizedik nagylemezüket. A Columbia Records gondozásában megjelenő Turbo 1986. április 14-én jelent meg. Ugyan az album platinalemez minősítést kapott, ennek ellenére a rajongók többségének csalódást okozott, pláne a Screaming for Vengeance és a Defenders of the Faith albumok fényében. Az amerikai slágerlistákra szánt, gitárszintetizátorokkal rögzített dalok, inkább a kortárs Van Halen- és Def Leppard-albumokra emlékeztették a rajongókat, mintsem a korábbi Judas Priestre. Máig, ezt a slágercentrikus hard rock dalokat tartalmazó albumukat éri a legtöbb kritika. Az albumról csak a Turbo Lover című dalt játszották folyamatosan a későbbi turnékon is, melyre a Locked Innel együtt videót is forgattak. A Reckless című szám majdnem felkerült a Top Gun filmzenealbumra is, de a zenekar úgy döntött mégsem szerepeltetik a dalt a filmben, mert féltek hogy a film bukás lesz.
A korong Angliában a 33. míg az USA-ban a 17. helyig jutott a lemezlistákon. A lemezt később a Metalrules.com minden idők legjobb glam metal albumainak listázásakor a 39. helyre sorolta. Ugyan a Turbo lemezt negatívan fogadták, ennek ellenére az együttes ismét telt házas arénákban turnézott Amerika-szerte a Dokken előzenekarral. 1986-ban a Jeff Krulik rendezte Heavy Metal Parking Lot című dokumentumfilmben látható rajongók egy 1986. május 31-én megrendezésre kerülő Judas Priest-koncertre várakoztak.
1987. június 21-én egy dupla koncertlemez jelent meg Priest…Live! címmel, melyet 1986-ban rögzítettek. Az anyag hallhatóan élőben lett rögzítve, szemben az 1979-es Unleashed in the East albummal szemben. A Columbia Records által kiadott korong nem aratott egyértelmű sikert a kritikusok körében, de a rajongók is kezdtek elpártolni a népszerűségét vesztő zenekar mellől. Ezt jól példázza, hogy a Priest…Live! még az aranylemez minősítést sem kapta meg, melyre az 1978-as Stained Class óta nem volt példa.

### Ram it Down,Painkiller(1988–1991)

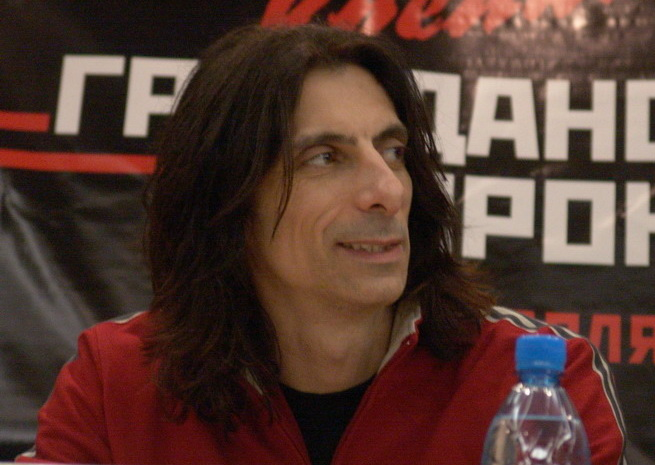
Scott Travis 1989 óta tagja a zenekarnak.

Tizenegyedik nagylemezüket ismét az Ibizai Sound Studiosban rögzítették, de egyes felvételek a koppenhágai Puk stúdióban készültek. A Columbia Records által 1988. május 17-én megjelenő album a Ram It Down címet kapta. A Turbo lemezt övező negatív visszhangok hatására az album visszatért a színtiszta heavy metalhoz, ennek ellenére nem aratott egyértelmű sikert, sem a rajongók sem a kritikusok körében. Ugyan a címadó Ram it Down vagy az epikus Blood Red Skies az együttes erősebb pillanatai közé tartozik, az album inkább tűnt rutinmunkának, mintsem remekműnek. Videóklip a Chuck Berrytől feldolgozott Johnny B. Goode dalra készült. Ugyan a Judas Priest még mindig a legmarkánsabb heavy metal zenekarok egyike volt, a Ram it Down kereskedelmi szempontból sem volt sikeresnek mondható, hiszen a korábbi nagylemezekkel ellentétben csak aranylemez minősítést kapott.
Az albumra nemcsak vadonatúj dalok kerültek fel, hanem olyanok is, melyek az eredetileg dupla lemeznek szánt Turbo felvételei idején íródtak, igaz ezek jelentős változásokon mentek át.
A megjelenést újabb turnék követték, többek közt olyan fiatal és energikus zenekarokkal, mint a Slayer vagy a Pantera.
A rajongók és a kritikusok fanyalgását megelégelve elhatározta az együttes, hogy a következő albumon jelentős változásokat fognak eszközölni. Dave Holland egészségügyi problémái miatt távozni kényszerült a zenekarból. Helyére a Virginia államból származó Scott Travis került, aki korábban a Racer X tagja volt. A Judas Priest már korábban jó kapcsolatot ápolt a Racer X formációval, mely énekesük Jeff Martin születésnapja alkalmából még egy komplett dalt is kapott ajándékba a Judas Priesttől. Travis kiválóan pótolta kissé egysíkúan doboló elődjét, technikás és dinamikus játéka inspirálólag hatott a Halford–Tipton–Downing-dalszerzőhármasra is.
1990 januárjában francia és holland stúdiókban vették fel a következő albumot, mely a Columbia Records által 1990. szeptember 3-án jelent meg Painkiller címmel. Az anyag mind a kritikusokat, mind a rajongókat lenyűgözte újszerű megközelítésével. Travis a kétlábdob fontosságát kihangsúlyozó dobolása, Halford energikus előadásmódja, valamint a Tipton–Downing-duó, minden korábbinál agresszívabb, ötletes gitározása egy időtálló klasszikussá tette a Painkiller albumot, mely nemcsak a zenekar, de az egész műfaj egyik alapvető fontosságú lemeze. Az albumon a zenekarra korábban jellemző heavy metal muzsika speed metal és amerikai vonalas power metal hatásokkal gazdagodott.
Az album elnémította a kétkedőket, a sikert mi sem példázza jobban, hogy ezzel a lemezzel, minden korábbi lemezeladását felülmúlta a zenekar. A Grammy-díjra is jelölt albumról három kislemez jelent meg, nevezetesen a Painkiller, az A Touch of Evil és a Night Crawler címűek, melyekből az első kettőre videót is forgattak. Az A Touch of Evil dalban hallható billentyűs aláfestéseket Don Airey játszotta fel. A megjelenést nagyszabású világ körüli turné követte, melyen a 80-as évek közepe óta nem látott érdeklődés fogadta a zenekart. Előzenekarként olyan együtteseket vittek magukkal, mint a Megadeth, a Pantera, a Testament, az Annihilator, vagy a Sepultura. Felléptek a Rock in Rio fesztiválon is, több mint 100 ezer néző előtt.
A körút torontói állomásán tragédia érte a zenekart. Halford éppen védjegyévé vált színpadi motorozását interpretálta, amikor a szárazjéggel előállított füstfelhőben nem látva nekiütközött a dobfelszerelésnek.
1992-re feszültség alakult ki Halford és a Tipton–Downing-duó között. Halford a Painkiller sikerén felbuzdulva egy még agresszívabb irányba próbálta terelni a zenekart, az énekes ezen ötletét azonban nem díjazta a két gitáros.

### Halford távozása,Jugulator(1992–1999)
A Painkiller turné lecsengése után Halford egyre erősebb késztetést érzett arra, hogy más zenészekkel is muzsikáljon. 1992-ben egy koncert erejéig fellépett a Black Sabbath Costa Mesa-i koncertjén, mert Ronnie James Dio nem volt hajlandó Ozzy Osbourne együttesének nyitni. Ez idő tájt hozta létre Fight projektjét is, mellyel kiélhette a súlyosabb muzsikák iránti vonzódását, de dolgozott a Panterával is. A Fight debütáló albumának kiadása azonban jogi problémákba ütközött, ezért Halford a metalvilág megdöbbenését kiváltva, 1992 májusában bejelentette távozását a Judas Priest soraiból. Korábban is már voltak pletykák Halford kiválásáról, akkor a zenekar azt nyilatkozta, hogy Halford kilépése esetén feloszlatják magukat. Ennek ellenére a zenekar hivatalosan sosem oszlott fel.
1993-ban a Columbia Records egy dupla válogatásalbummal ünnepelte meg a zenekar 20 éves fennállását. A Metal Works '73-'93 címre keresztelt kiadvány 1976-tól a Painkiller albumig foglalja össze a zenekar pályafutását.

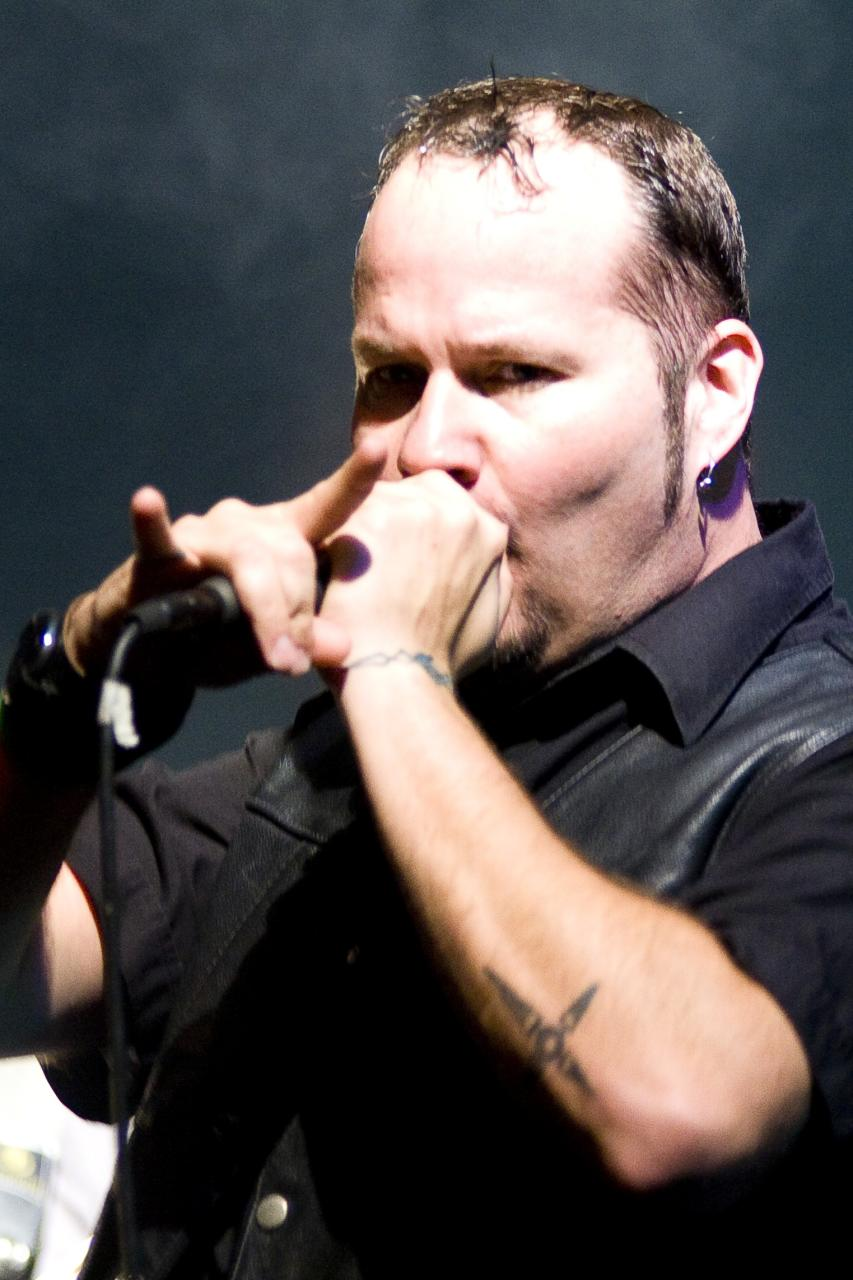
Tim "Ripper" Owens 1996-ban lett a Judas Priest énekese.

Halford a 90-es évek derekáig három Fight-albumot adott ki, mely zenekarnak Scott Travis is a tagja volt. A Judas Priest ez idő tájt nekiállt megkeresni Halford utódját.
Halford 1998-ban, egy MTV-interjú során felvállalta homoszexualitását. John Lowery gitárossal megalapította a 2wo együttest, 1998-ban megjelent, indusztriális hatásokban bővelkedő albumuk nem aratott sikert.
Ez idő tájt Glen Tipton egy szólólemezt adott ki, mely Baptizm of Fire címmel jelent meg, olyan rocklegendák közreműködésével, mint John Entwistle, Billy Sheehan, Cozy Powell, Don Airey, Neil Murray, vagy Robert Trujillo.
A Judas Priest közben megtalálta Halford utódját Tim "Ripper" Owens személyében. Owens korábban a Winter's Bane power metal együttesben énekelt, de tagja volt egy Judas Priest-dalokra specializálódott zenekarnak is. A "Ripper" becenevet a hasonló című Judas Priest-nóta kiéneklése nyomán kapta meg, mely technikailag igencsak igénybe veszi a hangszálakat.
Az új felállású Judas Priest 1996-ban bevonult az angliai Silvermere Studiosba, hogy felvegyék az új nagylemezüket. Az SPV által kiadott album Japánban 1997. október 16-án, míg a világ többi részén 28-án jelent meg Jugulator címmel. Az album produceri munkálatait Sean Lynch mellett maga Tipton és Downing látta el. Az albumot óriási várakozás előzte meg, így a rajongók hamar a Billboard lista 82. helyéig repítették az anyagot, bár jóval kevesebb fogyott belőle, mint a 80-as években készült lemezekből. Az album minden korábbinál modernebb és súlyosabb zenét tartalmazott, mely a Judas Priest által képviselt heavy metalt csak nyomokban tartalmazta, helyette inkább a korszak modern metalzenéje és thrash metal hatások voltak a mérvadóak. A dalokat Tipton és Downing írta, Owens tehát nem folyt bele a dalszerzői munkálatokba. Az új énekes technikai szempontból tökéletesen pótolta Halfordot, de a rajongók többségének nem tetszett az album, főleg annak modern hangvétele miatt. A korongra felkerült a 9 perces Cathedral Spires is, mely a zenekar addigi leghosszabb dala volt. Videót a Burn in Hell dalra forgattak, majd nekiálltak megturnéztatni az albumot.
A turné néhány állomását rögzítették, az 1998-ban megjelenő Meltdown koncertalbum megjelenéséhez. A dupla formátumban megjelenő anyag bebizonyította, hogy Owens a színpadon sem vall szégyent.

### Demolition, Halford visszatérése,Angel of Retribution(1999–2005)
2000-ben Halford saját neve alatt adott ki szólólemezt, mely Resurrection címmel jelent meg. Az albumon Halford ismét visszatért a hagyományos heavy metalhoz, mely lemezt a kritika és a Judas Priest-rajongók is tárt karokkal fogadták. A lemezen vendégként Bruce Dickinson is felbukkant, míg Halford mellett Patrick Lachman, Mike Chlasciak, Ray Riendeau és Bobby Jarzombek alkotta a zenekart. A folytatás 2002-ben jelent meg a hasonló szellemben fogant Crucible képében, annyi különbséggel, hogy a lemezen a producer Roy Z is gitározott. Ez idő alatt a Judas Priest nekiállt felvenni új albumát, mely Demolition címmel, ismét az SPV kiadásában jelent meg 2001. július 31-én. Az anyag producere Glenn Tipton volt, ami folytatta a Jugulator által megkezdett utat. Ugyan a Jugulator is erősen megosztotta a rajongókat, a Demolition album elődjénél is rosszabb kritikákban részesült. A zene továbbra is megmaradt az elődjén megismert modern metal, mélyre hangolt (C, C") gitárokkal, Ripper mélyebb tónusú, de sikolyokat sem mellőző hangjával. A megjelenést egy Demolition című kislemez követte, rajta a címadó Demolition és Subterfuge dalokkal, valamint a Burn in Hell klipjével. A dalok szövegét Tipton írta, míg a Cyberface dalban Scott Travis is szerepel a dalszerzők között. A lemezen hallható billentyűs aláfestéseket Don Airey játszotta fel. A korong nagyrészt gyenge eladásokat produkált, minek megjelenése után ismét turnéra indultak.
A körutat a Live in London album dokumentálta, mely 2003. április 8-án jelent meg dupla-CD- és DVD-formátumban. A körút 2002 márciusában Budapestet is érintette, ahol a Kalapács volt az előzenekar. 2001-ben került mozikba a Rocksztár című amerikai vígjáték, mely film forgatókönyve Tim "Ripper" Owensnek a Judas Priestbe való bekerülésének története alapján íródott. 2003-ban már elkezdődtek terjengeni a pletykák Halford visszatéréséről. A hír 2003 júliusában lett megerősítve, miszerint Rob Halford újra a Judas Priest énekese. Halford emellett a szólókarrierjét sem adta fel. Tim "Ripper" Owens ezt követően az Iced Earth számára készített két lemezt, majd saját zenekarával a Beyond Fear formációval dolgozott, de szólólemezt is adott ki a saját neve alatt, legutóbb pedig Yngwie J. Malmsteen oldalán bukkant fel.

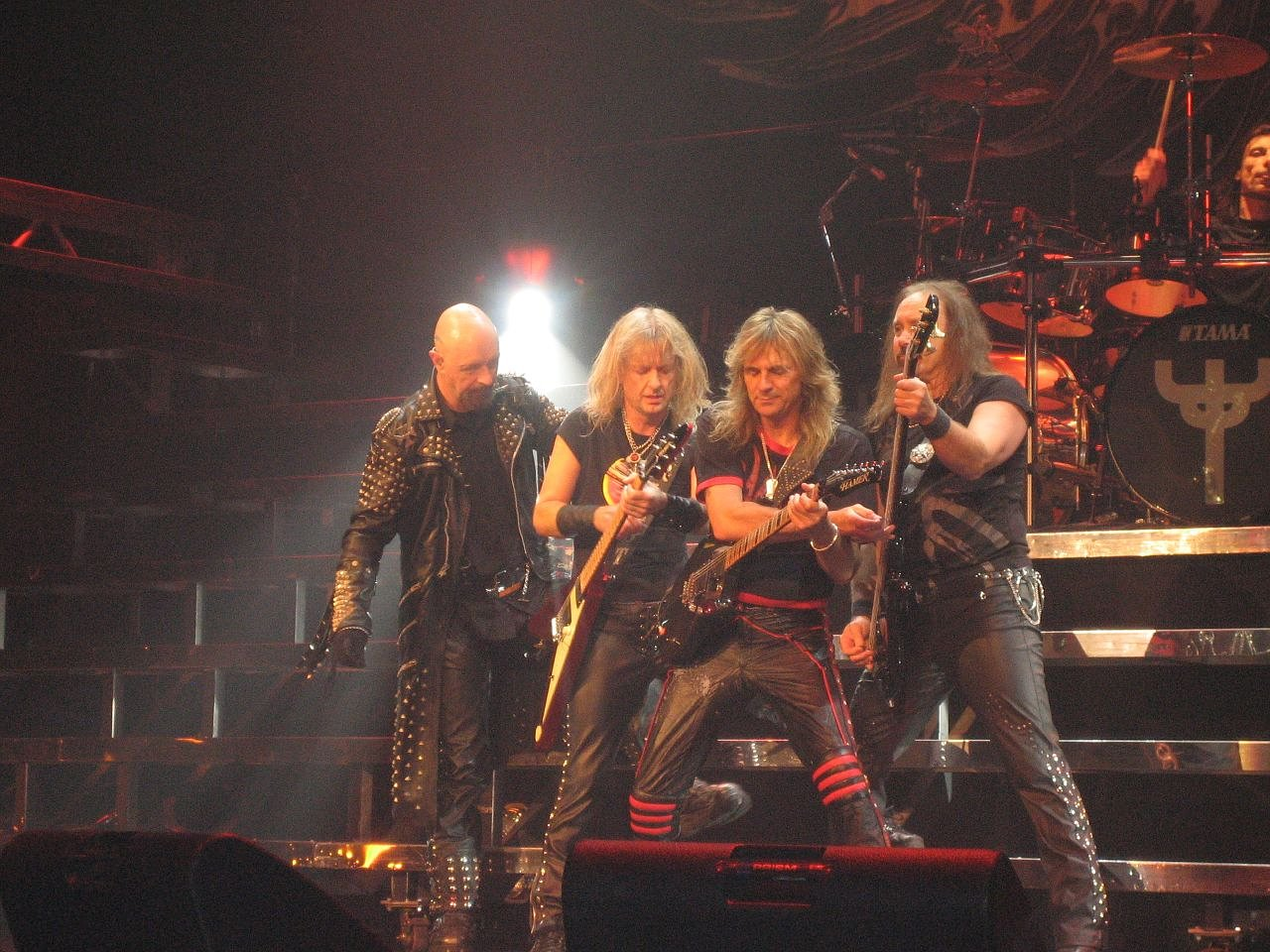
Judas Priest koncert 2005-ben.

A Judas Priest nekilátott a visszatérő turnénak, mely alkalmával metalfesztiválokon léptek fel, melynek egyik állomása Budapest volt, a Queensrÿche előzenekarral (a SummerRocks fesztivál keretében a Petőfi Csarnok szabadtéri színpadán). Közben folyamatosan jelentek meg a klasszikus Priest-lemezek feljavított hangzással a Sony Music Entertainment kiadásában. 2003. november 23-án megjelent az Electric Eye DVD, mely tv-fellépések és videóklipek mellett egy 1986-os Texasban rögzített koncertet tartalmazott. 2004. május 11-én megjelent egy piramisszegecsekkel díszített válogatásdoboz a Metalogy, mely a zenekar pályafutását foglalja össze 3 CD-n keresztül. A csomag tartalmaz még egy DVD-t is, melyen egy 1983-as koncert felvétele látható. A film eredetileg csak VHS-kazettán volt kapható, melyet a Screaming for Vengeance album turnéján rögzítettek.
A zenekar ezt követően stúdióba vonult, hogy rögzítsék visszatérő albumukat. Az Angel of Retribution címre keresztelt anyag felvételei 2004 októberében és decemberében Angliában és Kaliforniában zajlottak. Az albumot a Sony Music Entertainment adta ki, melynek produceri munkálatait Roy Z látta el, aki a Deal with the Devil dalnak társszerzője is egyben. A 2005. február 23-án Japánban, március 1-jén pedig világszerte megjelenő lemezt óriási várakozás előzte meg. Az albumot mind a kritika, mind a rajongók jól fogadták, habár akkora klasszikus nem született, mint a korábbi lemezek némelyike. Az anyag zenei szempontból összefoglalása a Judas Priest karrierjének, azaz ugyanúgy megtalálható rajta a 70-es évek hard rockosabb megközelítése, mint a 80-as évek heavy metalja, vagy a Painkiller keménysége. Ezen a korongon hallható az együttes leghosszabb dala, a több mint 13 perces Lochness képében. Az album 13. helyen debütált a Billboard listán, mely Dualdisc formátumban is megjelent. A DVD-oldalon egy dokumentumfilm volt látható a lemez munkálatairól, de helyet kapott rajta az egész album is egy "továbbfejlesztett" audioformátumban. A korong borítója utalás a Sad Wings of Destiny lemez frontjára, melyen szintén egy angyalszárnyú alak látható.
A megjelenést ismét világ körüli turné követte (Amerikában az Ozzfesten is játszottak), melynek tokiói állomását rögzítették is. A Budokan arénában rögzített anyag Rising in the East címmel DVD-n jelent meg 2005. november 8-án.

### Nostradamus(2005–2010)
2006-ban Halford megalapította saját, Metal God Entertainment nevű kiadóját, mely több Halford-anyagot is digitális formában tett letölthetővé. Halford emellett egy ritkaságokat bőven tartalmazó Fight-DVD-t adott ki, de a Halford-zenekarnak is jelent meg DVD-je. 2006-ban újra megjelent Glenn Tipton Baptizm of Fire c. albuma, de emellett megjelent egy Edge of the World című album is, mely elfekvő felvételeket tartalmazott olyan zenészek közreműködésével, mint John Entwistle, Cozy Powell és Don Airey. A 90-es évek közepén készült Edge of the World szemben a Baptizm of Fire modernebb, komplexebb anyagával, klasszikus hard rockot tartalmazott. Mindkét anyagon Tipton énekelt (egyes kritikusok szerint pont Tipton vokális teljesítménye nem tette eléggé markánssá ezen korongokat).
Szintén 2006-ban Tipton árverésre bocsátotta néhány gitárját, hogy segítsen a rákos betegségben szenvedő embertársain. A Judas Priest 2006-ban egyetlen koncertet adott, azt pedig a rákos tinédzserek alapítványának jótékonysági estjén. A londoni Royal Albert Hallban megtartott koncerten a Judas Priest 70 perces blokkja mellett olyan zenekarok léptek fel, mint a helyi Boned, Ian Gillan és zenekara, valamint a Scorpions. Az est záróakkordjaként Bruce Dickinson énekessel kiegészülve minden fellépő színpadra állt, hogy együtt adják elő a Priest klasszikus Take on the World dalát.
2006-ban egy The Essential Judas Priest című válogatásalbum jelent meg, mely 2008-ban tripla változatban ismét megjelent.
2006-ban a Def Leppard, a Queen és a KISS társaságában meghívást kaptak a VH1 Rock Honors műsorba, melyre 2006. május 25-én került sor Las Vegasban. Az eseményen a Godsmack adott elő egy Judas Priest-egyveleget az Electric Eye/Victim of Changes/Hell Bent for Leather dalokból. Nem sokkal később a Judas Priest is színpadra lépett három dal erejéig: Breaking the Law, The Green Manalishi és You've Got Another Thing Comin.
2006 júniusában az MTV.comnak adott interjújában Halford elárulta, hogy a következő Priest-album egy konceptlemez lesz, mely a 16. században élt francia prófétát, Nostradamust helyezi a középpontba. Az album felvételei hazai terepen, Angliában zajlottak 2006-ban és 2007-ben. A Glenn Tipton és K. K. Downing producerkedése alatt készült anyag 2008. június 16-án jelent meg Angliában, míg az USA-ban egy nappal később. A több mint 100 perces, dupla formátumban megjelenő albumot az Epic Records és a Sony adta ki, mely az első konceptlemez volt a zenekar történetében. A Nostradamus címmel megjelenő korong a legendás látnok, Nostradamus életét hivatott zenébe foglalni, ennek megfelelően egy monumentális, epikus alkotás látott napvilágot.
A korong számos olyan zenei elemet tartalmazott, mely meglepte a rajongókat. A progresszív és szimfonikus hatásokban bővelkedő album erősen megosztotta a kritikusokat és a rajongókat egyaránt, habár a lemezről több negatív vélemény jelent meg, mint pozitív. Sokan unalmasnak és hatásvadásznak minősítették az anyagot, de néhányan dicsérték a változatosságát, valamint pozitívan nyilatkoztak a zenekar kísérletező kedvéről. Az album a dupla-CD-verzió mellett tripla bakelitlemez formájában is megjelent, de napvilágot látott egy limitált CD-s kiadás is, mely egy 48 oldalas füzetet is magában rejtett.
Az album Magyarországon június 17-én jelent meg. A konceptlemez a következő hónapban a harmadik legnagyobb példányszámban elkelt lemez volt Magyarországon.
A júniusi megjelenéssel egy időben kezdte el újabb világ körüli turnéját az együttes. A Metal Masters Tour keretein belül olyan zenekarokkal léptek fel, mint a Heaven and Hell, a Motörhead vagy a Testament. A turné során olyan országokat érintettek, mint Anglia, Írország, Svédország, Olaszország, Portugália vagy Franciaország.
Az albumról a War című dalra egy animációs klip készült, majd a zenekar a hivatalos honlapján keresztül letölthetővé tette a Nostradamus című dalt. A második kislemez a Visions 2008. május 4-én vált hozzáférhetővé. A korong címadó dala Grammy-jelölést kapott a „legjobb metalelőadás” kategóriában, de a díjat a Metallica My Apocalypse dala nyerte.
2009-ben Halford kiadott egy a karácsonyi piacra szánt albumot Halford III: Winter Songs címmel.
2009 nyarán több ízben is előadták koncertjeiken a British Steel albumot, a 2010-ben esedékes 30 éves jubileum kapcsán. Az album 2010-ben újra meg is jelent egy bónusz-DVD-vel kiegészítve, melyen a koncertek egyike látható. 2009 nyarán turnépartnerük a Whitesnake volt, de David Coverdale hangszálproblémái miatt az együttes hamarosan félbeszakította a koncertezést.
2009-ben egy koncertlemezt adott ki a zenekar A Touch of Evil: Live címmel. A 2005 és 2009 közötti felvételeket tartalmazó kiadvány a Billboard 200-as listáján a 87. helyig jutott.
A lemezen szereplő Dissident Aggressor című dalért 2010-ben Grammy-díjat kaptak a "legjobb metalelőadás" kategóriában.
2010-ben Halford megjelentette Halford IV: Made of Metal című albumát, majd saját zenekarával a New York-i Madison Square Garden színpadán lépett fel december 1-jén.

### Downing távozása és a Epitaph turné,Reedemer Of Souls(2011–2015)
2010. december 7-én az együttes hivatalos sajtóközleményben tudatta a rajongókkal, hogy 2010-ben kezdetét veszi az Epitaph (sírfelirat) néven futó világ körüli turné, mely a zenekar búcsúturnéja is egyben. A turné 2012-ig fog tartani, mely alkalmával a zenekar megpróbál minél több rajongóhoz eljutni.
| „             | ”Szeretném azt hinni, hogy a Priest és úgy általában a metal nem csak egydimenziós. Nem feltétlenül kell kapcsolódnia mindennek a bőrhöz. Megpróbáltunk mi is kiugró, változatos és izgalmas heavy metal bandává válni, sok mindennel kísérleteztünk a zenénkben. A Judas Priest hagyatékának a dalokat tartjuk, amelyeket megkomponáltunk. Fantasztikus út volt ez a 40 év!” | ” |
| – Rob Halford | |   |

2011 februárjában a zenekar sajtóközleményben tudatta, hogy pályafutásuk befejezéseként még egy stúdióalbumot készítenek a közeljövőben.
2011. április 20-án a több mint 36 éve együtt dolgozó legendás gitárduó egyik tagja, K. K. Downing bejelentette nyugdíjba vonulását, így már nem vesz részt a nyári Epitaph-turnén, sem az együttes búcsúalbumán. A turnén a 31 éves Richie Faulkner fogja helyettesíteni, de hogy a körút után teljes értékű tag lesz-e belőle, azt még nem erősítette meg a zenekar. Faulkner korábban az Iron Maiden-basszusgitáros Steve Harris lányának, Lauren Harrisnek az együttesében gitározott. A Judas Priest 2011. augusztus 11-én a Sziget Fesztiválon is fellépett. Faulkner első fellépése a zenekarral az American Idol 10. évadának döntőjében volt, amely egyben a zenekar első fellépése K. K. Downing gitáros nélkül. A zenekar a "Living After Midnight" és a "Breaking the Law" című dalokat adta elő.
2011. június 7-én a zenekar bejelentette, hogy megjelentet egy box setet Single Cuts néven, amely a zenekar összes addigi kislemezét fogja tartalmazni.

### Firepower, Dave Holland és John Hinch halála, Glenn Tipton hátterbe vonulása, a K.K.'s Priest létrejötte (2016-tól napjainkig)
2018. január 16-án elhunyt Dave Holland dobos, aki 1979-től 10 évig játszott az együttesben, olyan klasszikus albumok őrzik jellegzetes dobjátékát, mint a British Steel, a Screaming for Vengeance, vagy éppen a Defenders of the Faith.
2018. február 12-én a zenekar és Glenn Tipton bejelentette, hogy előrehaladott Parkinson-kórja miatt a gitáros már nem tud részt venni (maximum alkalmi vendégként) a soron következő Firepower album turnéján, az albumot is jegyző producer, Andy Sneap fogja helyettesíteni. A zenekar ugyanakkor jótékonysági kampányt indított Tipton kezelésének támogatására.
2019-ben K. K. Downing visszatért a rockzenéhez, és miután eredménytelenül ajánlotta fel szolgálatait volt zenekarának (Glenn Tipton helyettesítésére), új együttest alapított K.K.'s Priest néven, Tim "Ripper" Owensszel és Les Binksszel.
2021 májusában elhunyt John Hinch, az együttes korábbi dobosa,aki az együttes első albumán a Rocka Rollán játszott.
2022 januárjában a zenekar bejelentette, hogy az 50 éves jubileumi turnét négyes felállásban folytatják, miután Andy Sneap újra csak a produceri teendőivel kiván foglalkozni. A zenekar azonban  a rajongói reakciókat látva végül meggondolta magát, továbbra is Andy Sneap gitározik majd Richie Faulkner mellett a koncerteken, és amennyiben állapota megengedi, Glenn Tipton  is feltűnik majd a koncerteken néhány dal erejéig.
2022 november 5.-én az együttest (pontosabban az 1979-89 közötti felállást, kiegészülve Les Binkssel)  beiktatták a Rock And Roll Hall Of Fame-be, ahol egy héttagú felállásban léptek fel: Rob Halford, Scott Travis, Ian Hill és Richie Faulner mellett fellépett a továbbra is Parkinson-kórral küzdő Glenn Tipton,  valamint a másik két beiktatott korábbi tag, K. K. Downing és Les Binks is.

## Videójátékok
A 2000-es években egy új generáció ismerte meg a Judas Priest zenéjét a videójátékok által. A 2006-os PC és Xbox 360, a Prey, a Guitar Hero és a RoadKill videójátékok is tartalmazták a You've Got Another Thing Comin dalt, akárcsak a Grand Theft Auto: Vice City. A Grand Theft Auto: Vice City Stories című videójátékban pedig az Electric Eye volt hallható. A RoadKill játékban az 1981-es Heading Out to the Highway is felcsendült, míg a Guitar Hero Encore: Rocks the 80s címűben az Electric Eye és a Hellion-intró volt hallható. A 2001-es Gran Turismo 3: A-Spec játékban a Turbo Lover szolgáltatta az aláfestő zenét, de a játék negyedik részében is egy Judas Priest-dal csendült fel, nevezetesen a Freewheel Burning (ez a dal szerepelt a Skate It és a Skate 2 játékokban is).
A 2006-os Scarface: The World Is Yoursban a Breaking The Law volt hallható. Az egyik legnépszerűbb videójáték a 2008-as Rock Band a Screaming for Vengeance zenéjét tartalmazta, míg a játék második részében a Painkiller volt hallható, mely a játék egyik legnehezebb dalának számított.
Az együttes többször szerepelt a Guitar Hero változataiban, olyan dalokkal is, mint a Hell Bent for Leather, a Dissident Aggressor, az Eat Me Alive vagy a Prophecy.
A Brütal Legend hivatalos honlapján a The Hellion és a Screaming for Vengeance hallható, míg a boss battle játékban a Battle Hymn, a The Hellion/Electric Eye, a Leather Rebel, az One Shot at Glory, és a Painkiller dalok hangzanak el.

## Zenei stílus és hatásuk
A Judas Priest a maga több mint 40 millió eladott albumával a heavy metal egyik legismertebb és legnagyobb hatású zenekarának számít. Az együttes 70-es években készült lemezei nagy hatást gyakoroltak a heavy metal műfaj fejlődésére, melyek a New Wave of British Heavy Metal hullám közvetlen elődjének tekinthetőek, ezáltal a Judas Priestet tartják az első heavy metal zenekarnak. Ezért gyakran használják az együttessel kapcsolatban a "heavy metal keresztapjai" kifejezést is.
Az együttest gyakran illetik a "Metal Gods" (fémistenek) jelzővel, mely az 1980-ban megjelent British Steel című album hasonló című számából eredeztethető, de Halfordot is gyakran illetik a "Metalgod" kifejezéssel.
Az együttes debütáló albuma, a Rocka Rolla még a hard rock stílusába volt sorolható, de a Sad Wings of Destiny albumtól kezdve az együttes zenéje egyre inkább a heavy metal felé kezdett el tolódni. A 70-es évek végén készült lemezeiken már csak alig észrevehetően voltak jelen a korábbi blues- és hard rock hatások, melyek az 1980-as British Steelre már teljesen eltűntek.
1978-as Exciter dalukat szokás az első speed metal szerzeményként is emlegetni.
A 80-as években már a Judas Priest számított az Iron Maiden mellett az egyik legkarakteresebb heavy metal zenekarnak. Az 1986-os Turbo lemezzel egy slágeresebb, hard rockosabb irányba mozdultak, míg az 1990-es Painkiller a speed metal és a power metal elemeit keverte sajátos hangzásukkal. A Jugulator és Demolition a modernebb metalzenék irányába tett kísérletet, míg a 2008-as Nostradamus a zenekar progresszívabb oldalába engedett bepillantást.
A zenekar hangzását leginkább Rob Halford széles hangterjedelme és a Tipton–Downing-duó gitárjátéka teszi felismerhetővé. Halford minden idők egyik legnagyobb hatású heavy metal énekesének számít már a 70-es évek vége óta, aki hangjával képes a középfekvésekből teljesen sima szopránba váltani.
A Tipton–Downing-duó ikergitáros riffjeikkel és váltott szólóikkal a kétgitáros heavy metal alapjait fektették le a 70-es évek második felében. Játékukon eleinte erősen lehetett érezni a blueshatásokat, de folyamatos fejlődésüknek köszönhetően a 80-as években már olyan modernebb technikákat is alkalmaztak, mint a tapping, vagy a sweep picking. A Downing helyére lépő Richie Faulkner kissé felfrissítette az együttes zenéjét, de mivel elődje és jelenlegi társa voltak legfőbb példaképei, a Priest stílusában nem következtek be gyökeres változások. Glenn Tipton kiesésével azonban a két gitáros szerepe alapvetően eltolódott: a Tipton helyére lépő Andy Sneap elsősorban ritmusozik, a szólók többségét Faulkner játssza. Azonban, amennyiben aktuális állapota megengedi, Glenn Tipton is játszik a  koncertek egy részén néhány egyszerűbb dalban (Breaking The Law, Metal Gods, Living After Midnight).
Az együttes színpadi megjelenése is utat mutatott a 80-as évek zenekarainak. Az 1978-as Killing Machine album turnéján használtak először kiszegecselt bőrruhákat, kiegészítőket, melyek felbukkanásuk előtt még nem voltak elterjedve a rockzenekarok között. Később azonban a heavy metal szubkultúra szerves részévé váltak. A Judas Priest-koncertek állandó kellékének számít a gigantikus nagyságú dobfelszerelés, valamint Halford Harley-Davidson motorja, mellyel rendszerint a Hell Bent for Leather dal előtt gurul a színpadra. Azonban nemcsak a motor, de egy fekete színű tányérsapka is az énekes védjegyévé vált. Az együttes színpadi mozgásának legfontosabb eleme a zene ritmusára való együttes mozgás, melyet gyakran "barázdabillegetésnek" hívnak a rajongók.
A zenekar imázsa és dalszövegei révén gyakran került a média középpontjába. Lemezeikre előszeretettel sütötte rá az amerikai média, hogy sátáni üzeneteket hordoznak. Azonban ezeket a komolyan nehezen vehető kijelentéseket a bíróság is rendre elutasította. Továbbá rossz fényt vetett a zenekarra a 2000-es évek közepén felröppent hír, miszerint Dave Holland, az együttes korábbi dobosa szexuálisan zaklatta az egyik tanítványát, aki nem mellesleg fiú volt. Holland ugyan tagadta a vádakat, ennek ellenére letöltendő börtönbüntetést kapott.
Az együttes hatása felbecsülhetetlen a később érkezett zenészgenerációkra, többek között olyan együttesekre hatottak a felsorolhatatlanul hosszú listából, mint a Slayer, Savatage, Paul Gilbert, Arch Enemy, Iron Maiden, Morbid Angel, Metallica, Saxon, Queensryche, Annihilator, Death, James LaBrie, Machine Head, Opeth, Fates Warning, Primal Fear, Gamma Ray, Skid Row, Nasty Savage, Agent Steel, Jag Panzer, Edguy, Twisted Sister, Slipknot, vagy Dimebag Darrell, a Pantera egykori gitárosa, aki haláláig nyakában hordta a British Steel albumot idéző borotvapengés medált, de az első MTV-interjúját is egy British Steel borítós Judas Priest-pólóban adta. Klasszikussá vált dalaik címét pedig olyan előadók vették fel zenekarnévként, mint a Sinner, az Exciter, a Running Wild, vagy a Starbreaker.

## Turnék
- Judas Priest Tour 1969
- The return of the Priest tour 1970–1971 (a Black Sabbath társaságában)
- Whiskey Woman Tour 1972
- Never Turn Your Back On A Friend Tour 1973 (Az első turné Rob Halford énekessel, valamint a Budgie zenekarral.)
- Gull Record Tour 1974 (Az első turné a gitáros Glenn Tiptonnal, valamint a Budgie zenekarral.)
- Rocka Rolla Tour 1974
- Sad Wings Of Destiny Tour 1975–1976
- Sin After Sin Tour 1977
- Stained Class Tour 1978
- Killing Machine Tour 1978
- Killing Machine/Hell Bent For Leather Tour 1979 (az első turné Dave Hollanddel)
- British Steel Tour 1980
- World Wide Blitz Tour 1981
- World Vengeance Tour 1982–1983
- Metal Conqueror Tour 1984
- Live Aid 1985
- Fuel For Life Tour 1986
- Mercenaries Of Metal Tour 1988 (az utolsó turné Dave Hollanddel)
- Painkiller Tour 1990 (az első turné Scott Travisszel)
- Operation Rock 'N' Roll Tour 1991
- Jugulator World Tour 1998 (az első turné Tim "Ripper" Ovensszel)
- Demolition World Tour 2001–2002
- Reunited Summer Tour 2004 (Rob Halford visszatérő turnéja)
- Ozzfest Tour 2004
- Retribution World Tour 2004–2005
- 2008/2009 World Tour/ British Steel 30-th Anniversary Tour 2008–2009 (az utolsó turné K.K. Downinggal)
- Epitaph World Tour 2011–2012 (az első turné Richie Faulknerrel és K.K. Downing nélkül)
- Redeemer Of Souls Tour 2014–2015
- Firepower World Tour 2018–2019 (az első turné Glenn Tipton nélkül, helyén Andy Sneappel)
- 50 Heavy Metal Years World Tour 2021- (50 éves jubileumi turné)

## Videóklipek
- Living After Midnight – 1980
- Breaking The Law – 1980
- Heading Out to the Highway – 1981
- Don't Go – 1981
- Hot Rockin – 1981
- You've Got Another Thing Comin – 1982
- Freewheel Burning – 1984
- Love Bites  1984
- Turbo Lover – 1986
- Locked In – 1986
- Johnny B. Goode – 1988
- Painkiller – 1990
- A Touch of Evil – 1990
- Burn in Hell – 1997
- War – 2008
- Lightning Strike – 2018
- Spectre – 2018
- No Surrender – 2018

## Tagok
- Rob Halford: ének (1973–1993; 2003-tól napjainkig)
- Glenn Tipton: gitár, billentyűs hangszerek (1974-től napjainkig)
- Ian Hill: basszusgitár (1970-től napjainkig)
- Scott Travis: dob (1989-től napjainkig)
- Richie Faulkner: gitár (2011–)

Korábbi tagok
- K. K. Downing: gitár (1970–2011)
- Al Atkins: ének (1970–1973)
- John Ellis: dob, ütőhangszerek (1970–1971)
- Alan Moore: dob, ütőhangszerek (1971–1972, 1975–1976)
- Chris Campbell: dob, ütőhangszerek (1972–1973)
- John Hinch: dob, ütőhangszerek (1973–1975) †
- Les Binks: dob, ütőhangszerek (1977–1979)
- Dave Holland: dob, ütőhangszerek (1979–1989) †
- Tim "Ripper" Owens: ének (1996–2003)

Kisegítő zenészek
- Simon Phillips: dob, ütőhangszerek a Sin After Sin lemezen (1977)
- Don Airey: billentyűs hangszerek a Painkiller, a Demolition, az Angel of Retribution és a Nostradamus albumokon.
- Jeff Martin: háttérének a Turbo album Wild Nights, Hot & Crazy Days c. dalában (1986)
- Tom Allom: hangeffektusok a British Steel album Breaking the Law c. dalában (1980)
- Andy Sneap: gitár (Firepower és 50 Heavy Metal Years turné, 2018-)

## Diszkográfia
Stúdióalbumok
- Rocka Rolla – 1974
- Sad Wings of Destiny – 1976
- Sin After Sin – 1977
- Stained Class – 1978
- Killing Machine – 1979
- British Steel – 1980
- Point of Entry – 1981
- Screaming for Vengeance – 1982
- Defenders of the Faith – 1984
- Turbo – 1986
- Ram It Down – 1988
- Painkiller – 1990
- Jugulator – 1997
- Demolition – 2001
- Angel of Retribution – 2005
- Nostradamus – 2008
- Redeemer of Souls – 2014
- Firepower – 2018
- Invincible Shield – 2024

Koncertalbumok
- Unleashed in the East – 1979
- Priest…Live! – 1987
- Meltdown – 1998
- Live in London – 2003
- A Touch of Evil: Live – 2009
- Battle Cry – 2016

Válogatásalbumok
- Hero, Hero – 1979
- Metal Works ’73–’93 – 1993
- Metalogy – 2004
- The Essential Judas Priest – 2006
- The Chosen Few – 2011
- Reflections: 50 Heavy Metal Years of Music – 2021
- 50 Heavy Metal Years of Music – 2021

DVD-kiadványok
- Electric Eye – 2003
- Rising in the East – 2005
- Epitaph – 2013
- Battle Cry – 2016